# Akane (jabłoń)
Jabłoń domowa ‘Akane’  – odmiana uprawna (kultywar) jabłoni domowej (Malus domestica ‘Akane’), należąca do grupy odmian jesiennych. Otrzymana w Japonii w 1937 lub 1939 roku jako krzyżówka odmiany Jonathan z Worcester Pearmain w rolniczej stacji doświadczalnej Morioka Experimental Station. Wprowadzona do uprawy w 1970 roku. Do Polski, do badań sprowadzona w 1963 roku pod nazwą 'Tohoku 3'. Innymi spotykanymi synonimami tej odmiany są: Primrouge, Prime Red, Tokyo Rose.

## Morfologia

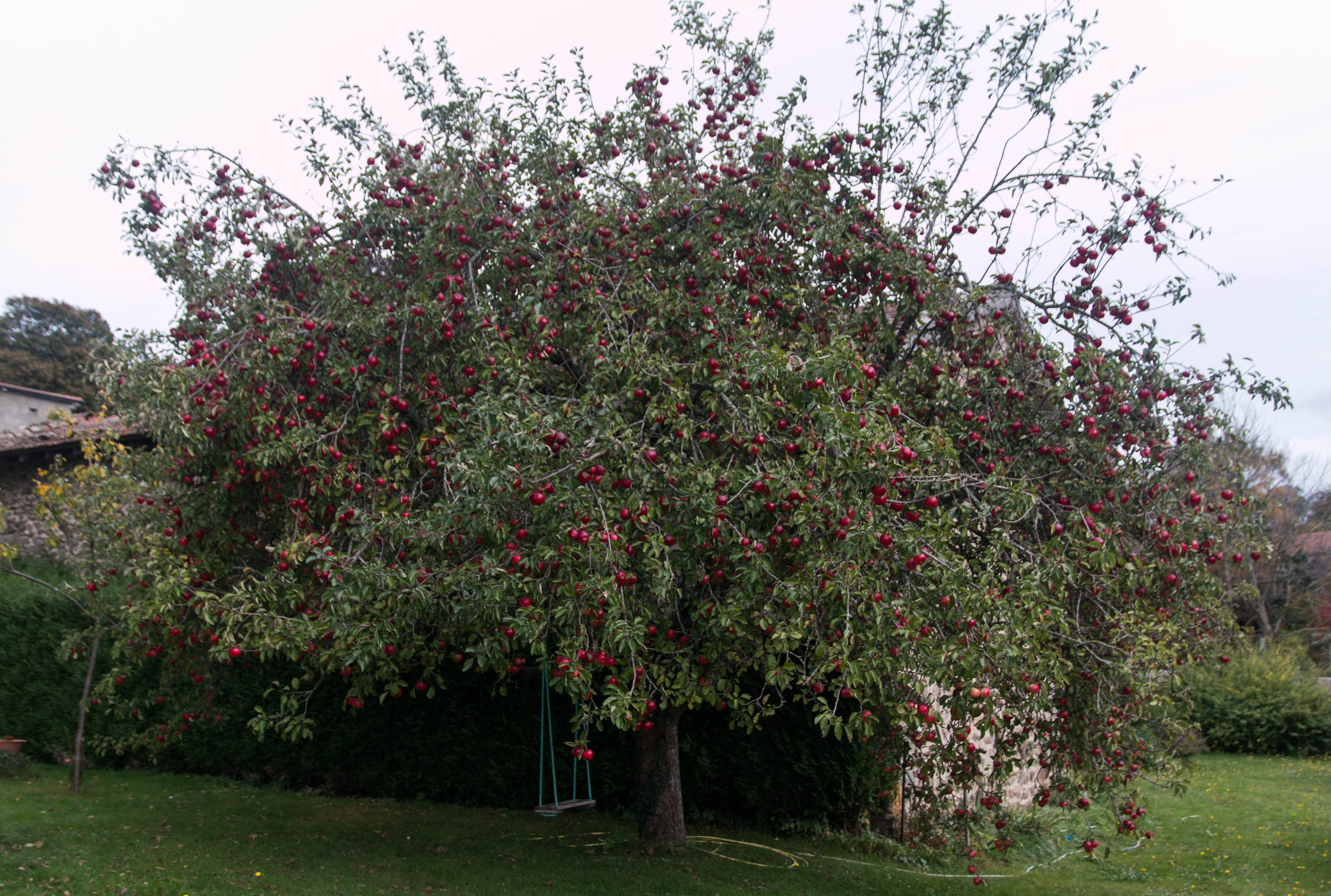
Wolnostojące drzewo Akane

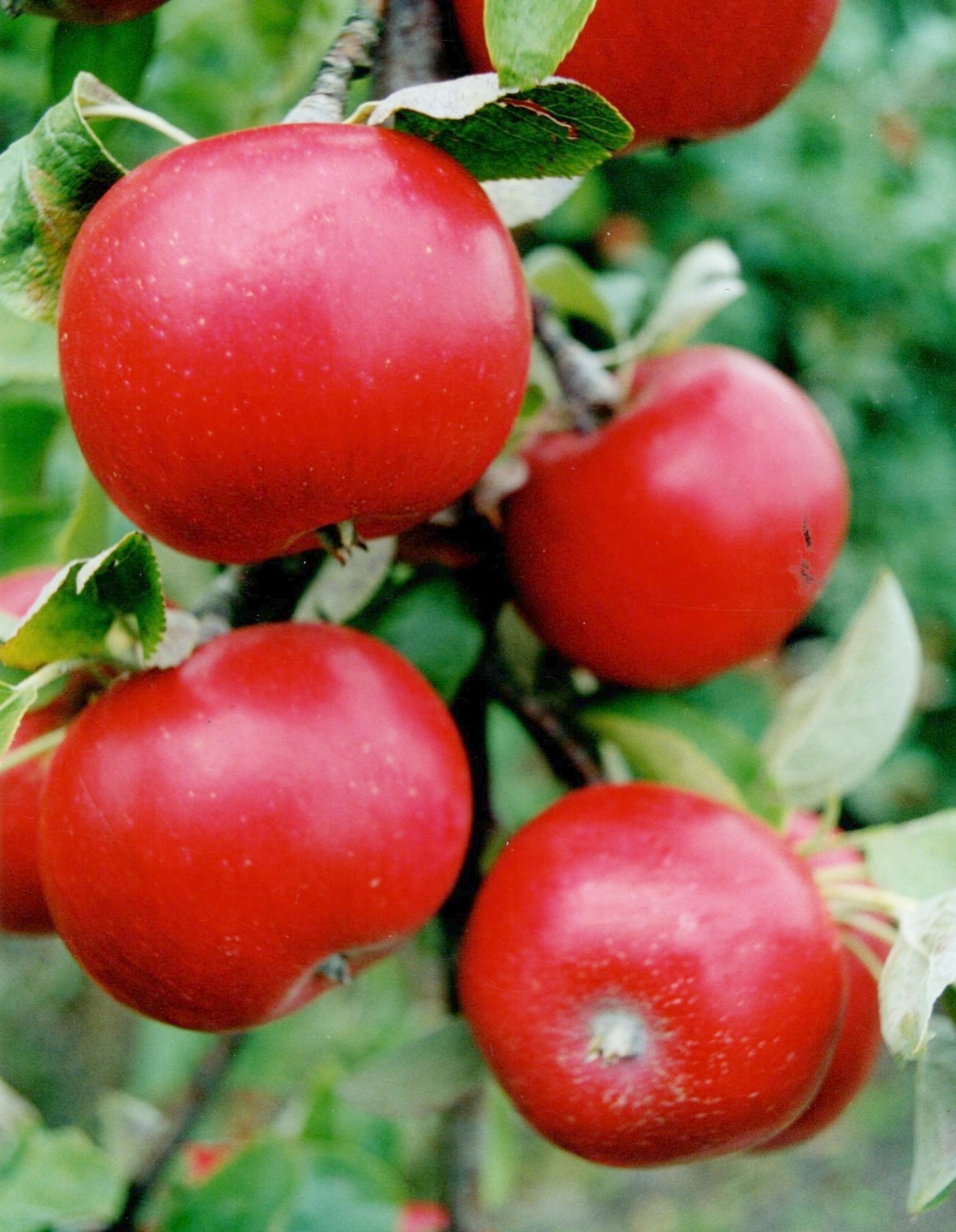
Owoce Akane w okresie zbioru

PokrójDrzewo rośnie słabo lub umiarkowanie silnie na żyznych glebach. Tworzy koronę niedużą, wzniesioną, lekko rozłożystą, słabo rozgałęzioną. Stare drzewa rosnące na silnie rosnących podkładkach są rozłożyste. Przyrosty pędów są proste i sztywne a liście relatywnie małe.
OwocOwoce są średniej wielkości, czasem małe, kuliste szeroko-stożkowate. Mają słabe żebrowanie w części przykielichowej i są dość wyrównane pod względem kształtu. Skórka jest średnio-dosyć gruba, tłusta, gładka, pokryta prawie w całości intensywnym ciemno-karminowym rumieńcem. Rumieniec jest lekko rozmyty. Przetchlinki są mało widoczne, ciemno-szare. Szypułka jest dość krótka, często nie wystaje ponad zagłębienie szypułkowe, które może być delikatnie ordzawione.
Nasionaliczne średniej wielkości, pękate, ciemnobrązowe.
Miąższbiałokremowy, zwięzły. W pełni dojrzały jest kruchy i soczysty, lekko aromatyczny i smaczny, lekki posmak truskawkowo-malinowy.

## Rozwój
Wejście w okres owocowania jest uzależnione od warunków uprawy i zastosowanej podkładki. Może zaczynać owocowanie wcześnie lub średniowcześnie, na ogół w 3-4 roku po posadzeniu. Jest odmianą plonującą regularnie i umiarkowanie obficie. Kwitnie średnio-wcześnie i pyłek jest przydatny do zapylania innych odmian. Jest dobrym zapylaczem dla wielu odmian. Dobrymi zapylaczami dla Akane są: Ozark Gold, Elstar, Gala, Idared, Gloster, Golden Delicious i inne.

## Uprawa
Zalecenia agrotechniczneDla uzyskanie większej wielkości owoców zaleca się uprawę Akane na podkładkach karłowych i półkarłowych stymulujących jej wzrost, a także jej intensywne cięcie.
Owocowanie i przechowywanieW warunkach polskich dojrzałość zbiorczą osiąga w I dekadzie września, a dojrzałość konsumpcyjną na początku października. Owoce można długo przetrzymywać na drzewie, bo nie opadają. Odmiana, jak na odmianę jesienną, ma wysoką zdolność przechowalniczą, w zwykłej chłodni można ją przechować do końca stycznia, a często dłużej. Jest dosyć odporna na odgniecenia.

## Zdrowotność
Akane jest odmianą o średniej wytrzymałości na mróz. Na parcha jabłoni jest mało wrażliwa, natomiast jest średnio-wrażliwa na mączniaka jabłoni. Małe uleganie chorobom grzybowy sprawia, że niektóre źródła zaliczają ją do odpornych jabłoni. Ponadto uważa się, że jest odmianą odporną na zarazę ogniową.

## Zastosowanie
Odmiana ma małe zastosowanie do nasadzeń towarowych ze względu na trudności z uzyskaniem owoców o średnicy większej niż 7 cm. Jednak ze względu na małą podatność na choroby, i co za tym idzie brak konieczności częstej ochrony chemicznej, jest bardzo dobrą odmianą do uprawy amatorskiej w ogródkach przydomowych i działkowych.